# Zanclea sardii
Zanclea sardii är en nässeldjursart som beskrevs av Lisa-ann Gershwin och Wolfgang Zeidler 2003. Zanclea sardii ingår i släktet Zanclea och familjen Zancleidae. Inga underarter finns listade i Catalogue of Life.